# Millet commun
Panicum miliaceum · Millet
Espèce
Panicum miliaceum, le millet commun ou millet, est une espèce de plantes monocotylédones de la famille des Poaceae, sous-famille des Panicoideae, originaire de l'Asie tempérée.  
Cette plante annuelle herbacée, cultivée pour ses graines comestibles, est une céréale secondaire, bien adaptée aux zones semi-arides, qui constitue encore une culture vivrière dans certaines régions d'Asie. C'est aussi une mauvaise herbe des cultures, classée comme telle dans certains États des États-Unis.
Noms vernaculairesmil, mil d'Inde, millet, millet blanc, millet commun, millet cultivé, millet des oiseaux, panic, panic faux millet, panic faux-millet, panic millet, kibi.

## Distribution
Le millet commun est le vrai millet (milium) des Romains. Cultivé dès les temps préhistoriques, et probablement avant la culture du froment en Europe ainsi qu'en Égypte et en Asie. Il est probablement originaire du sous-continent indien. Il était également cultivé dans la Chine ancienne où il était appelé 黍 shǔ.
Cette céréale est cultivée aujourd'hui principalement en Inde, au Moyen-Orient et en Asie centrale, mais aussi dans des régions tempérées, en Russie, en Ukraine, au Kazakhstan, aux États-Unis, en Argentine et en Australie.
Autrefois très cultivé en France.

## Description

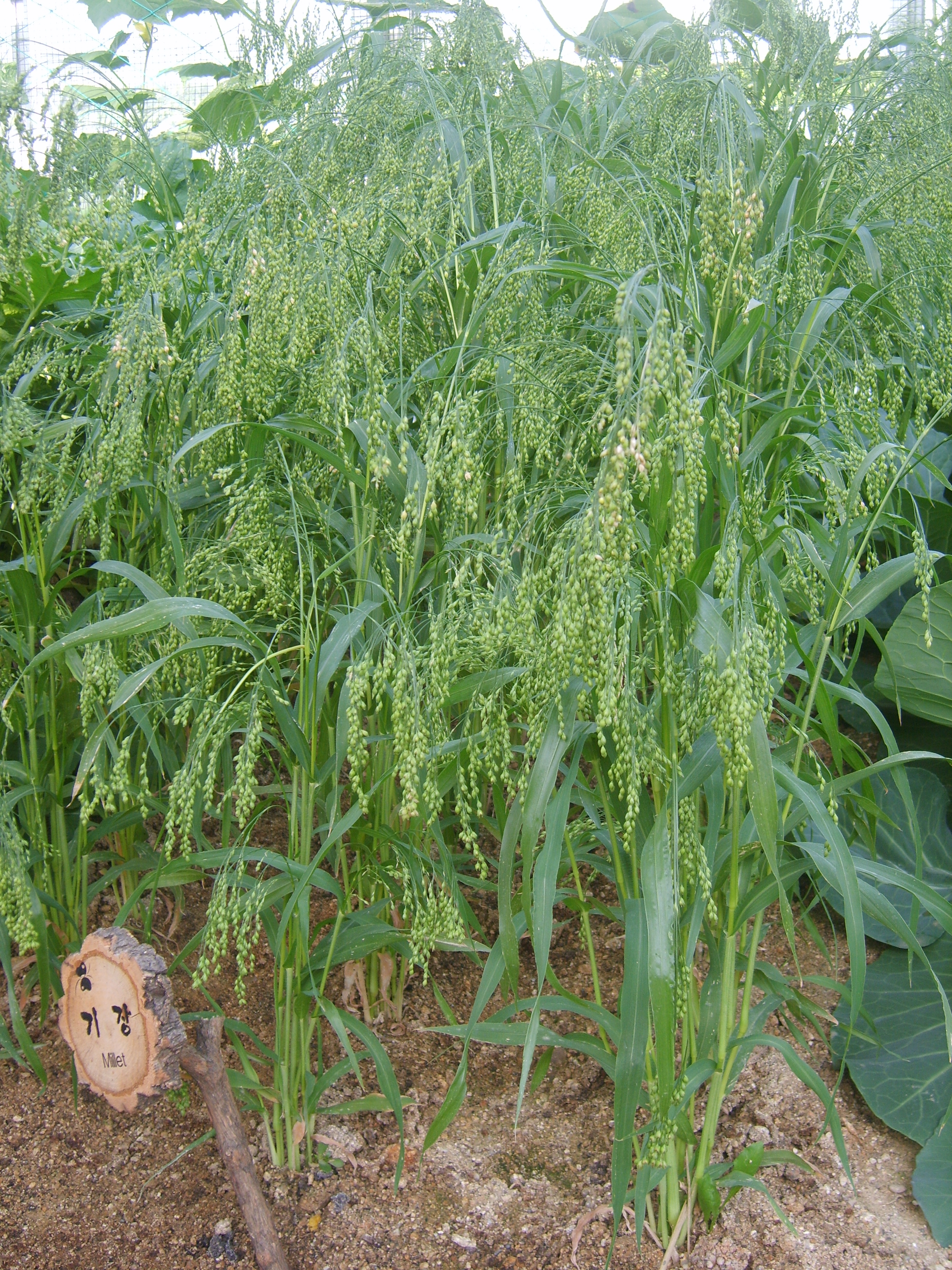
Port général de la plante.

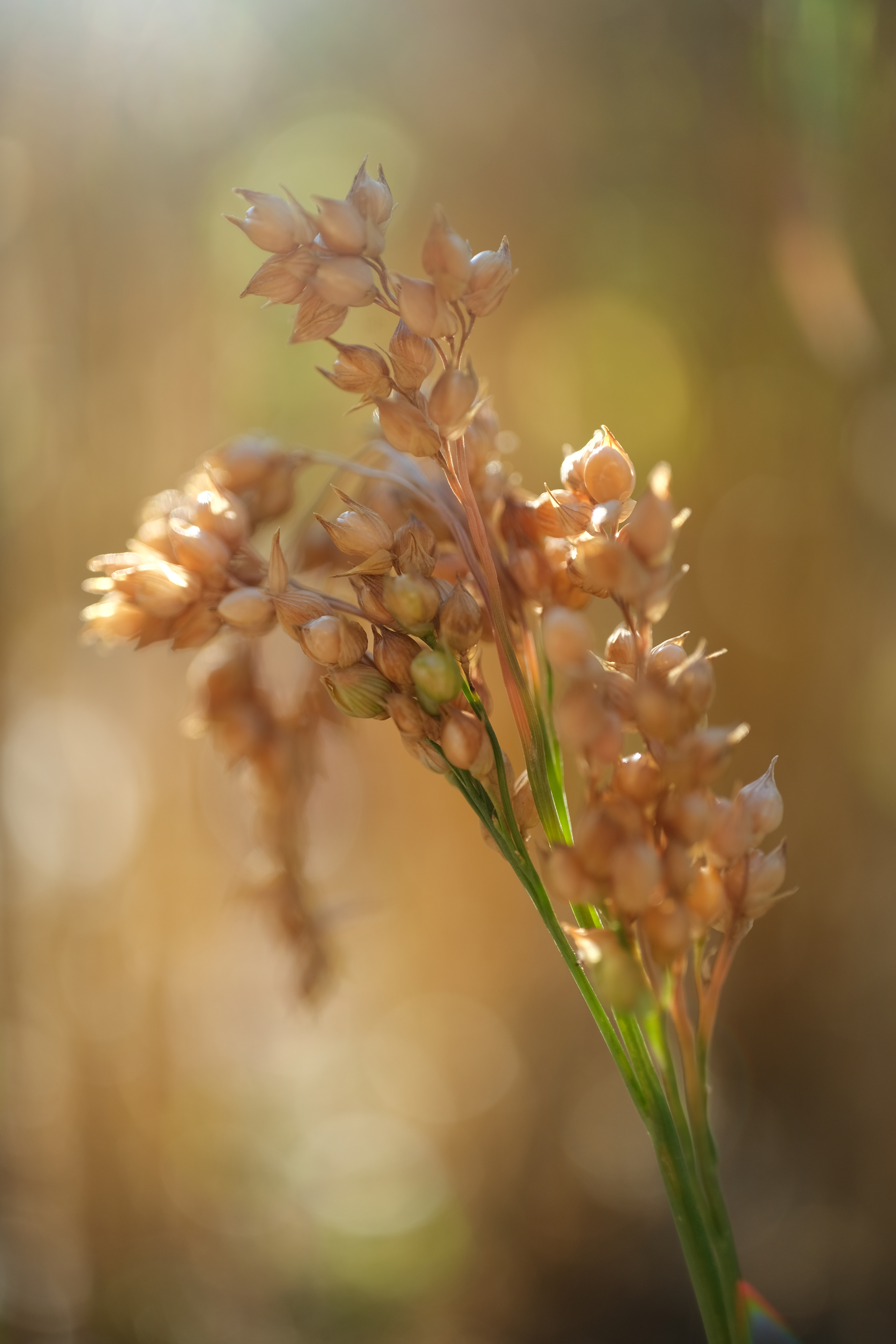
Millet commun au jardin botanique de l'université de Zurich. Aout 2023.

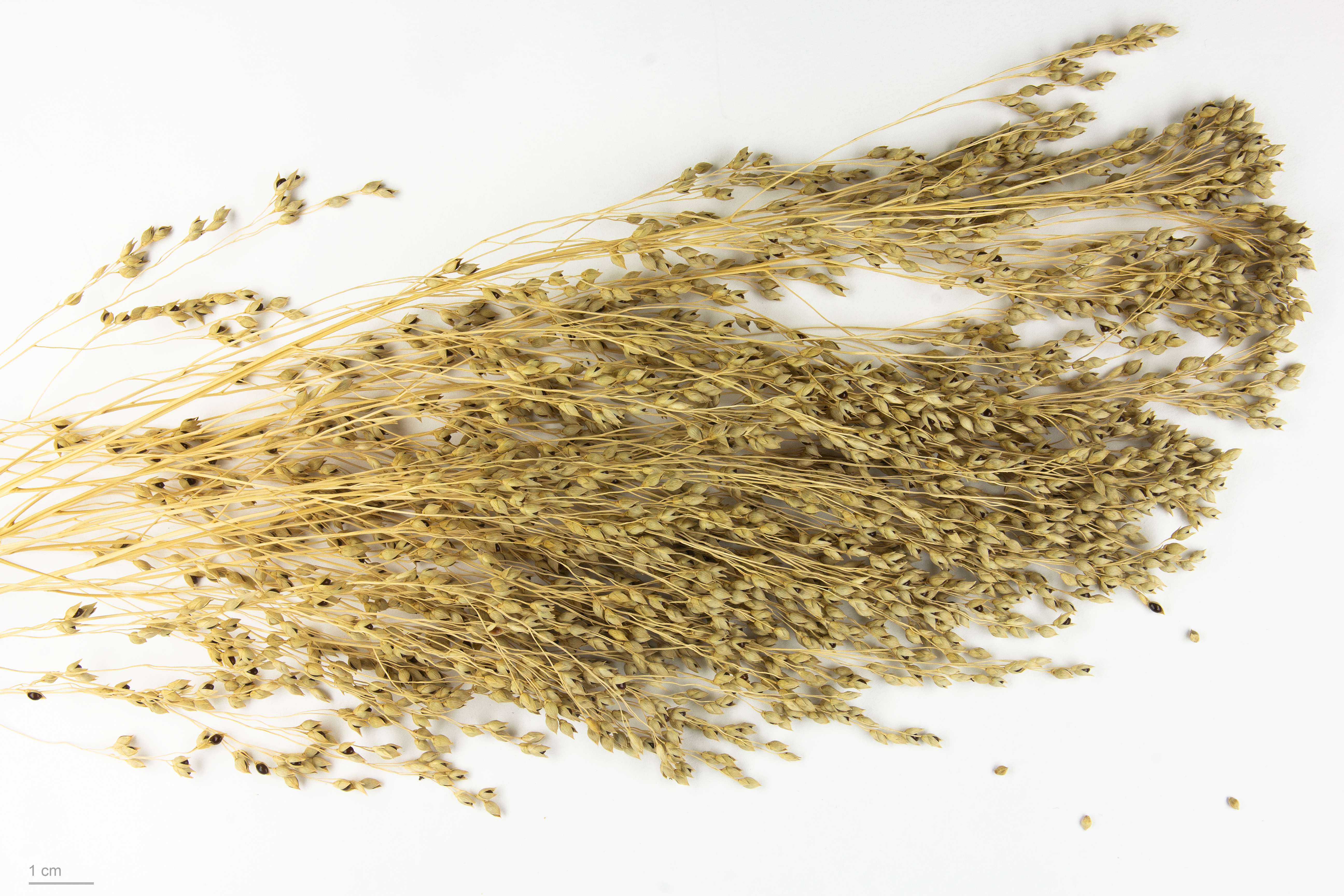
Panicum miliaceum - Muséum de Toulouse

Le millet commun est une plante herbacée annuelle de 30 cm à 1 m de haut environ, mais peut dépasser 1,5 m. Les tiges sont rudes, ligneuses et velues. C'est une plante à photosynthèse de type C4, tout comme le maïs.
L'inflorescence composée est une panicule assez dense, très ramifiée, retombante à maturité. Selon la variété, la panicule peut être penchée (fermée, en balais) ou dressée (largement ouverte).
Le fruit est un caryopse ovoïde de 3 mm de long sur 2 de large, enveloppée de deux glumelles robustes, la lemme (glumelle inférieure) et la paléole (glumelle supérieure). La graine enveloppée est de couleur très variée, de très clair à très sombre : blanc, crème, jaune, rouge orange, brun olive, gris, noir brunâtre ; nue elle est blanc crème. Il faut 175 graines en moyenne pour faire un gramme.

## Origine et domestication
Contrairement au millet des oiseaux, l'ancêtre sauvage du millet commun n'a pas encore été identifié de manière satisfaisante. Des formes adventices de cette plante se rencontrent en Asie centrale, couvrant une vaste zone allant de la mer Caspienne au Xinjiang et à la Mongolie, et il se peut que ces zones semi-arides abritent des formes « véritablement sauvages » de Panicum miliaceum.
La date de son apparition dans le Caucase et en Europe est moins sûre. Si certaines publications ont mentionné des sites néolithiques en Géorgie (daté du Ve millénaire av. J.-C.) et en Allemagne (près de Leipzig, Hadersleben) dans des sites de la culture à céramique linéaire (5500-4900 avant notre ère), une étude récente avec datation au radiocarbone de graines a démontré que les plus anciennes traces de millet dans le Caucase sont de l’âge du Bronze moyen, vers 2000 avant notre ère.
Le millet commun semble avoir atteint l'Europe peu de temps après son apparition en Géorgie, apparaissant d'abord en Europe de l'Est et en Europe centrale. Cependant la première preuve de sa culture au Proche-Orient vient d'une découverte dans les ruines de Nimroud (Irak) datée vers 700 av. J.-C.
Bien que le millet commun ne figurait pas dans les cultures fondatrices du Néolithique, il est arrivé en Europe sensiblement à l'époque de ces introductions, et la domestication indépendante du millet commun pourrait être antérieure à l'arrivée des céréales du Proche-Orient.

## Culture
C'est une plante qui résiste bien à la sécheresse, et probablement celle qui a le moins d'exigence en eau de toutes les céréales : il est possible d'obtenir une récolte avec 200 mm de précipitations annuelles, dont un tiers doit survenir durant la période de croissance.
Les rendements en grains sont toutefois faibles : 400 à 800 kg à l'hectare en culture sèche, 1 à 2 t/ha en culture irriguée.
Le rendement potentiel maximal en grain est de plus de 6 t/ha.
Plusieurs facteurs contribuent à maintenir une faible productivité en grain : Le maïs, plus productif et plus nutritif, a repoussé la culture de ce millet sur les terres les plus marginales. Ensuite, les méthodes de culture de cette céréale parmi les plus anciennes comptent aussi parmi les plus archaïques dans les pays du Sud (culture itinérante). Surtout, cette plante à système racinaire superficiel ne répond ni aux labours profonds, ni à une irrigation poussée.
Aux États-Unis 4,5 t de grain/ha ont déjà été atteint en utilisant le millet commun comme interculture dans un système de non-labour contrôlé chimiquement et non-irrigué (isohyète 380 mm). Cette culture intercalaire de millet commun permet d'éviter une jachère d'été, et l'occupation continue du sol permet une meilleure rotation des cultures. Son système racinaire superficiel et sa résistance aux résidus de biocides de la culture précédente (notamment l'atrazine…) font qu'il se positionne bien entre deux cultures asséchantes en profondeur, et où la pression des biocides a été forte. Les chaumes de la culture précédente réchauffant le sol, le millet peut démarrer plus vite et plus tôt. Pendant qu'il occupe le sol, du fait de ses racines peu profondes, le millet commun permet au sol de se recharger en eau en profondeur, au profit de la culture suivante. Cette dernière, par exemple un blé d'hiver, est ensuite à son tour protégée par les chaumes du millet, qui permettent notamment de faire s'accumuler plus de neige.

## Propriétés nutritionnelles

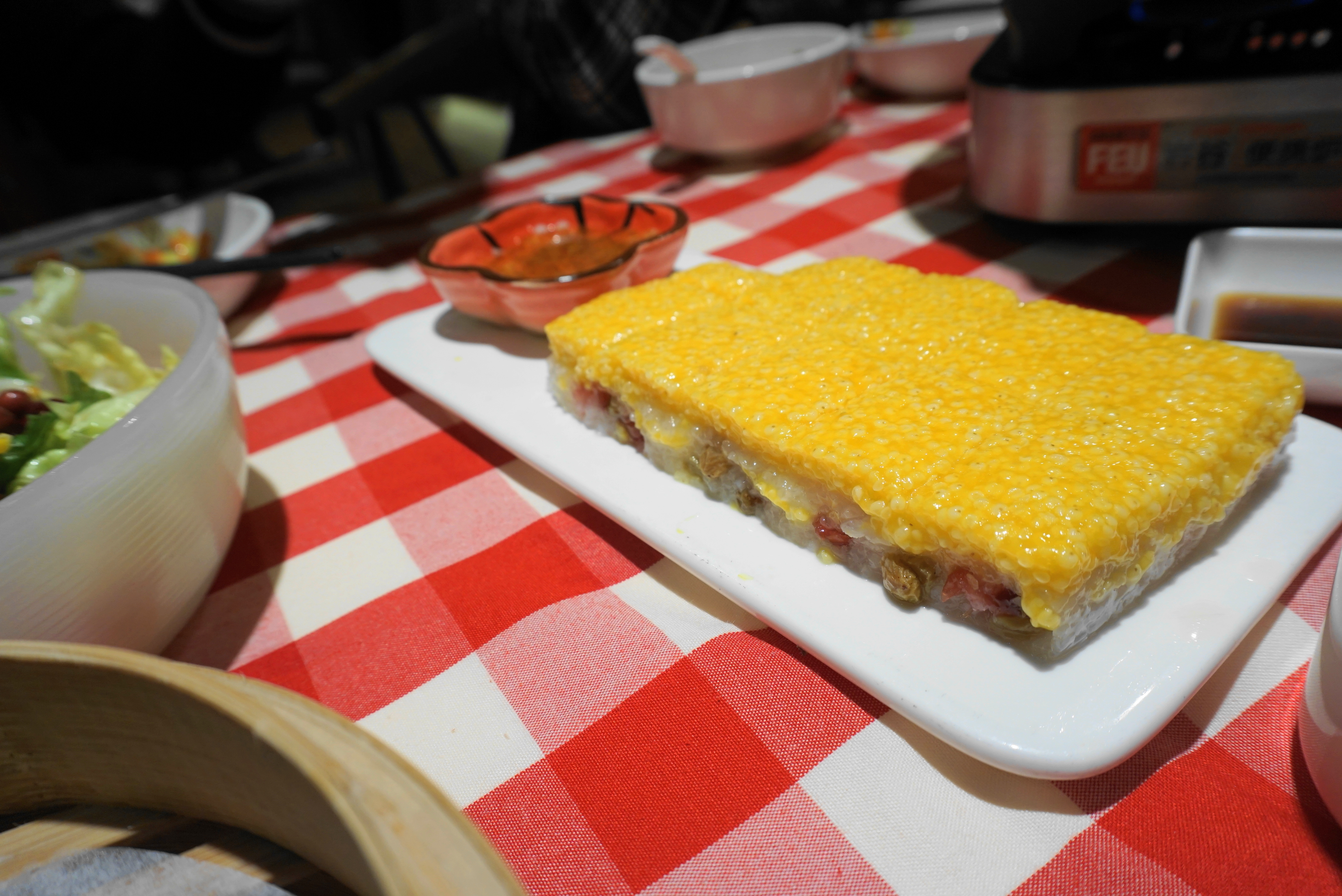
Gâteau de millet commun froid.

Le millet commun ne contient pas de gluten. Les graines de millet non décortiquées sont riches en vitamines du groupe B et contiennent également un peu de vitamine E. Elles présentent des concentrations en minéraux tels que manganèse, zinc, magnésium, phosphore, fer mais également en silice. Le millet est riche en fibres alimentaires.
La teneur en protéines est 11g pour 100g.
| Nutriments | Quantités |
| ---------- | --------- |
| Protéines  | 3.51 g    |
| Lipides    | 1 g       |
| Glucides   | 20.74 g   |
| Eau        | 71.41 g   |
| Fibres     | 2.93 g    |
| Sodium     | 2 mg      |
| Phosphore  | 100 mg    |
| Calcium    | 3 mg      |
| Potassium  | 62 mg     |
| Magnésium  | 44 mg     |
| Zinc       | 0.91 mg   |

## Liste des variétés, sous-espèces et non-classés
Selon BioLib (11 mars 2018) :
- Panicum miliaceum subsp. agricola H. Scholz & Mikoláš
- Panicum miliaceum subsp. miliaceum
- Panicum miliaceum subsp. ruderale (Kitagawa) Tzvelev
- Panicum miliaceum var. badium Körn.
- non-classé Panicum miliaceum 'Album'
- non-classé Panicum miliaceum 'Violaceum'

## Importance économique

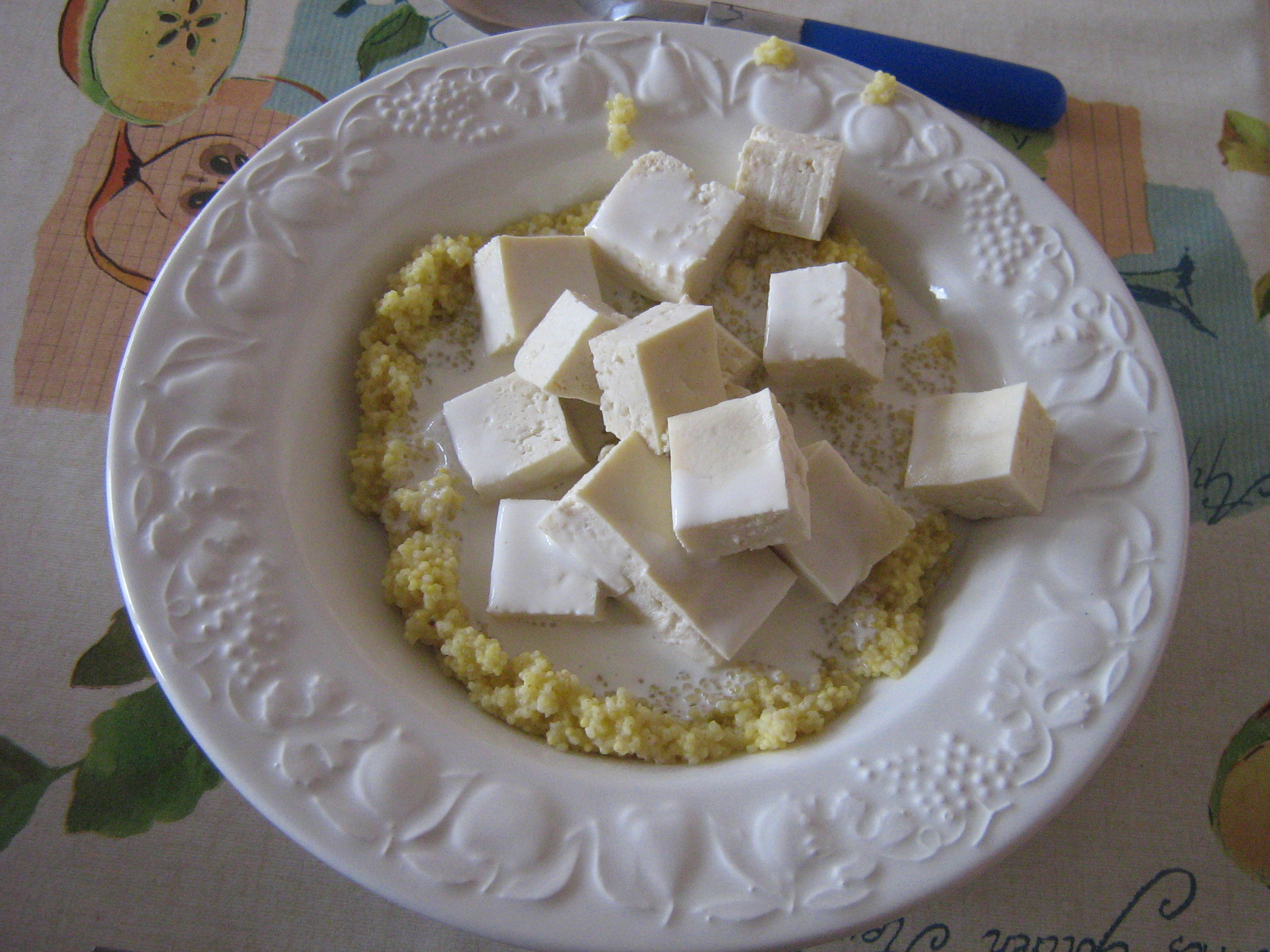
Bouillie de millet, au tofu et à la crème de soja.

### Plante alimentaire
Le millet est une céréale « vêtue » qui doit être décortiquée avant préparation. Cela se faisait autrefois au pilon et mortier.
- Alimentation humaine : le millet commun décortiqué se consomme soit sous forme de graines entières, généralement bouillies comme le riz, soit réduit en farine qui peut servir à préparer des bouillies, des galettes, ou, mélangée avec de la farine de blé, du pain. En Grande Mongolie, où elle est la céréale de base, on le fait frire et on le met dans le thé au lait pour faire le Süütei tsai.
- Alimentation animale : il est utilisé pour nourrir les oiseaux de volière et de basse-cour. L'intérêt fourrager du millet commun est faible : producteur de biomasse correct, il est néanmoins possiblement irritant du fait de la forte villosité de ses tiges, et surtout il possède un faible ratio feuille:tige, plus faible que le millet des oiseaux (Setaria italica) qui lui est donc préféré pour cet usage, notamment la variété moha qui elle est de très haute qualité fourragère
- Le millet blanc fut durant des centaines d'années l'aliment principal du gavage des ortolans qui , trois semaines durant étaient gavés avant d'être noyés dans l'Armagnac. Cette tradition a disparu des assiettes françaises depuis 1995 par un décret européen.

### Herbe indésirable
C'est aussi une adventice, notamment en Amérique du Nord dans les cultures de maïs où sont apparues des variétés résistant aux herbicides. Elle y est considérée comme une plante envahissante.

## Espèces voisines
En Inde, on cultive aux mêmes fins le petit millet, Panicum sumatrense Roth, qui est une plante très semblable de plus petite taille.